# 4-Stunden-Rennen von Imola 2024

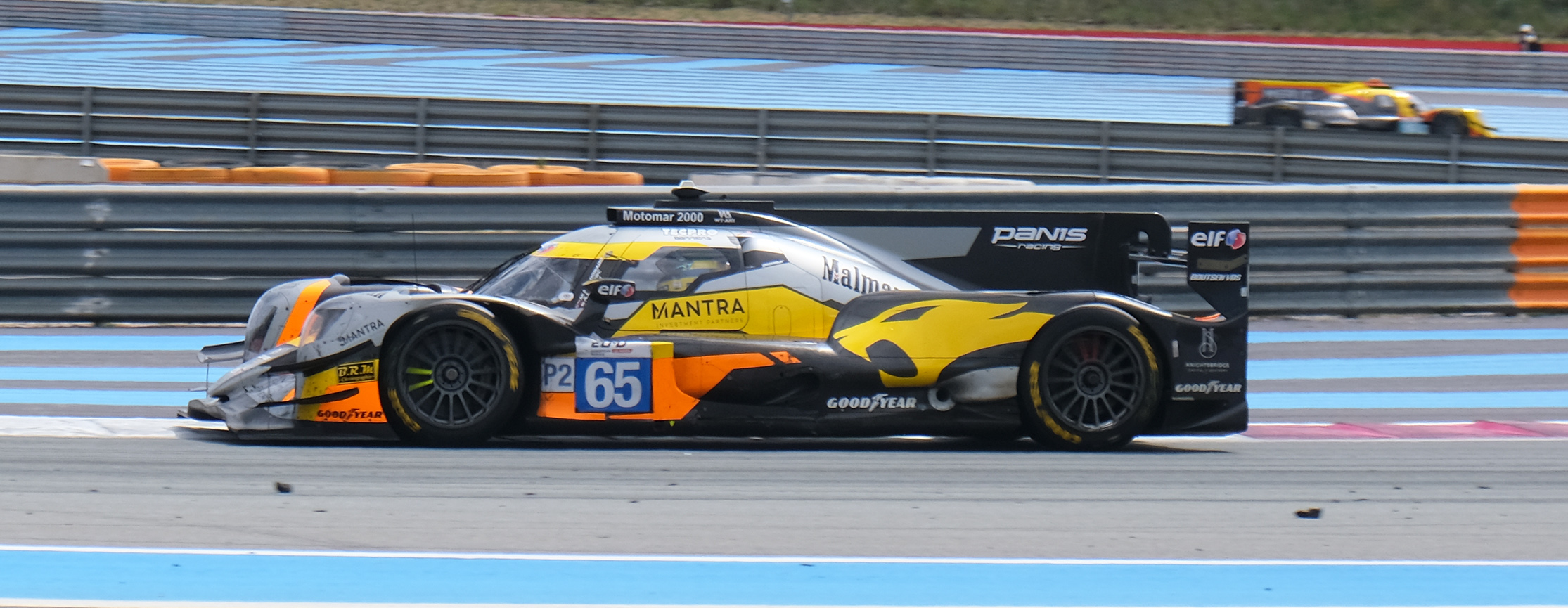
Oreca 07 mit der Startnummer 65; Siegerwagen von Manuel Maldonado, Charles Milesi und Arthur Leclerc, hier beim 4-Stunden-Rennen von Le Castellet 2024

Das 4-Stunden-Rennen von Imola 2024, auch 4 Hours of Imola 2024, fand am 7. Juli auf dem Autodromo Enzo e Dino Ferrari statt und war der dritte Wertungslauf der European Le Mans Series dieses Jahres.

## Das Rennen
Beim dritten Saisonrennen der European Le Mans Series gab es das dritte Siegertrio. Nach dem Erfolg von Lorenzo Fluxá, Malthe Jakobsen und Ritomo Miyata beim 4-Stunden-Rennen von Barcelona und dem Sieg von Sebastián Álvarez/Vladislav Lomko/Tom Dillmann beim 4-Stunden-Rennen von Le Castellet siegten in Imola Jonny Edgar, Louis Delétraz und Robert Kubica nach einer Strafe des Panis-Racing-Trios Manuel Maldonado, Charles Milesi und Arthur Leclerc. Einsatzwagen war in allen Fällen ein Oreca 07. Ein Erfolgserlebnis gab es für Sarah Bovy, Rahel Frey und Michelle Gatting, die nach Enttäuschungen in der FIA-Langstrecken-Weltmeisterschaft und der IMSA WeatherTech SportsCar Championship die LMGT3-Klasse auf einem Porsche 911 GT3 R LMGT3 gewannen.
Das war das Ergebnis nach dem Rennende. Nach einem erfolgreichen Einspruch des ursprünglich des Panis Racing-Oreca 07, der nach einem Vergehen während einer Gelbphase eine 35-Sekunden-Strafe erhielt, bekamen das Trio den Sieg zurück.

## Ergebnisse

### Schlussklassement
| 1           | LMP2        | 65 | Panis Racing              | Manuel Maldonado Charles Milesi Arthur Leclerc          | Oreca 07                       | 133 |
| 2           | LMP2        | 14 | AO by TF Sport            | Jonny Edgar Louis Delétraz Robert Kubica                | Oreca 07                       | 133 |
| 3           | LMP2        | 10 | Vector Sport              | Ryan Cullen Stéphane Richelmi Felipe Drugovich          | Oreca 07                       | 133 |
| 4           | LMP2        | 43 | Inter Europol Competition | Sebastián Álvarez Vladislav Lomko Tom Dillmann          | Oreca 07                       | 133 |
| 5           | LMP2        | 28 | IDEC Sport                | Marcos Siebert Reshad de Gerus Job van Uitert           | Oreca 07                       | 133 |
| 6           | LMP2        | 23 | United Autosports         | Bijoy Garg Fabio Scherer Paul di Resta                  | Oreca 07                       | 133 |
| 7           | LMP2        | 34 | Inter Europol Competition | Oliver Gray Clément Novalak Luca Ghiotto                | Oreca 07                       | 133 |
| 8           | LMP2        | 25 | Algarve Pro Racing        | Matthias Kaiser Olli Caldwell Alex Lynn                 | Oreca 07                       | 132 |
| 9           | LMP2 Pro/Am | 20 | Algarve Pro Racing        | Kriton Lentoudis Richard Bradley Alex Quinn             | Oreca 07                       | 132 |
| 10          | LMP2 Pro/Am | 83 | AF Corse                  | François Perrodo Matthieu Vaxivière Alessio Rovera      | Oreca 07                       | 132 |
| 11          | LMP2 Pro/Am | 29 | Richard Mille by TDS      | Rodrigo Sales Mathias Beche Grégoire Saucy              | Oreca 07                       | 132 |
| 12          | LMP2        | 30 | Duqueine Team             | Niels Koolen Jean-Baptiste Simmenauer James Allen       | Oreca 07                       | 132 |
| 13          | LMP2 Pro/Am | 19 | Team Virage               | Anthony Wells Matthew Bell Nelson Piquet Junior         | Oreca 07                       | 131 |
| 14          | LMP2 Pro/Am | 3  | DKR Engineering           | Andres Latorre Canon Cem Bölükbaşı Laurents Hörr        | Oreca 07                       | 131 |
| 15          | LMP2 Pro/Am | 24 | Nielsen Racing            | John Falb Colin Noble Albert Costa                      | Oreca 07                       | 131 |
| 16          | LMP2 Pro/Am | 21 | United Autosports         | Daniel Schneider Andrew Meyrick Oliver Jarvis           | Oreca 07                       | 130 |
| 17          | LMP2 Pro/Am | 77 | Proton Competition        | Giorgio Roda Bent Viscaal René Binder                   | Oreca 07                       | 130 |
| 18          | LMP2        | 47 | Cool Racing               | Carl Wattana Bennett Ferdinand Habsburg Frederik Vesti  | Oreca 07                       | 130 |
| 19          | LMP2        | 22 | United Autosports         | Filip Ugran Marino Satō Ben Hanley                      | Oreca 07                       | 130 |
| 20          | LMP2        | 27 | Nielsen Racing            | David Heinemeier Hansson Nico Pino Will Stevens         | Oreca 07                       | 128 |
| 21          | LMP3        | 11 | EuroInternational         | Matthew Richard Bell Adam Ali                           | Ligier JS P320                 | 125 |
| 22          | LMP3        | 8  | Team Virage               | Julien Gerbi Bernardo Pinheiro Gillian Henrion          | Ligier JS P320                 | 125 |
| 23          | LMP3        | 35 | Ultimate                  | Paul Lanchere Jean-Baptiste Lahaye Matthieu Lahaye      | Ligier JS P320                 | 124 |
| 24          | LMP3        | 15 | RLR M Sport               | Michael Jensen Nick Adcock Gaël Julien                  | Ligier JS P320                 | 124 |
| 25          | LMP3        | 12 | WTM by Rinaldi Racing     | Torsten Kratz Leonard Weiss Óscar Tunjo                 | Duqueine M30 - D08             | 124 |
| 26          | LMP3        | 4  | DKR Engineering           | Alexander Mattschull Belén García Wyatt Brichacek       | Duqueine M30 - D08             | 124 |
| 27          | LMP3        | 5  | RLR M Sport               | James Dayson Daniel Ali Bailey Voisin                   | Ligier JS P320                 | 123 |
| 28          | LMGT3       | 85 | Iron Dames                | Sarah Bovy Rahel Frey Michelle Gatting                  | Porsche 911 GT3 R LMGT3        | 123 |
| 29          | LMGT3       | 59 | Racing Spirit of Léman    | Derek DeBoer Casper Stevenson Valentin Hasse-Clot       | Aston Martin Vantage AMR LMGT3 | 123 |
| 30          | LMP3        | 17 | Cool Racing               | Miguel Cristóvão Cédric Oltramare Manuel Espírito Santo | Ligier JS P320                 | 123 |
| 31          | LMGT3       | 63 | Iron Lynx                 | Hiroshi Hamaguchi Axcil Jefferies Andrea Caldarelli     | Lamborghini Huracan LMGT3 Evo2 | 123 |
| 32          | LMGT3       | 57 | Kessel Racing             | Takeshi Kimura Esteban Masson Daniel Serra              | Ferrari 296 LMGT3              | 123 |
| 33          | LMGT3       | 97 | Grid Motorsport by TF     | Martin Berry Lorcan Hanafin Jonny Adam                  | Aston Martin Vantage AMR LMGT3 | 123 |
| 34          | LMGT3       | 51 | AF Corse                  | Charles-Henri Samani Emmanuel Collard Nicolás Varrone   | Ferrari 296 LMGT3              | 122 |
| 35          | LMGT3       | 86 | GR Racing                 | Mike Wainwright Riccardo Pera Davide Rigon              | Ferrari 296 LMGT3              | 122 |
| 36          | LMGT3       | 55 | Spirit of Race            | Duncan Cameron David Perel Matt Griffin                 | Ferrari 296 LMGT3              | 122 |
| 37          | LMGT3       | 50 | Formula Racing            | Johnny Laursen Conrad Laursen Nicklas Nielsen           | Ferrari 296 LMGT3              | 122 |
| 38          | LMGT3       | 66 | JMW Motorsport            | John Hartshorne Ben Tuck Phil Keen                      | Ferrari 296 LMGT3              | 120 |
| 39          | LMGT3       | 60 | Proton Competition        | Claudio Schiavoni Matteo Cressoni Julien Andlauer       | Porsche 911 GT3 R LMGT3        | 120 |
| 40          | LMP3        | 88 | Inter Europol Competition | Alexander Bukhantsov Kai Askey Pedro Perino             | Ligier JS P320                 | 107 |
| Ausgefallen |             |    |                           |                                                         |                                |     |
| 41          | LMP2        | 9  | Proton Competition        | Jonas Ried Macéo Capietto Matteo Cairoli                | Oreca 07                       | 120 |
| 42          | LMP3        | 31 | Racing Spirit of Léman    | Jacques Wolff Jean-Ludovic Foubert Antoine Doquin       | Ligier JS P320                 | 104 |
| 43          | LMP2        | 37 | Cool Racing               | Lorenzo Fluxá Malthe Jakobsen Paul-Loup Chatin          | Oreca 07                       | 72  |

### Nur in der Meldeliste
Zu diesem Rennen sind keine weiteren Meldungen bekannt.

### Klassensieger
| Klasse      | Fahrer               | Fahrer          | Fahrer           | Fahrzeug                | Platzierung im Gesamtklassement |
| ----------- | -------------------- | --------------- | ---------------- | ----------------------- | ------------------------------- |
| LMP2        | Manuel Maldonado     | Charles Milesi  | Arthur Leclerc   | Oreca 07                | Gesamtsieg                      |
| LMP2 Pro/Am | Kriton Lentoudis     | Richard Bradley | Alex Quinn       | Oreca 07                | Rang 9                          |
| LMP3        | Matthew Richard Bell | Adam Ali        |                  | Ligier JS P320          | Rang 21                         |
| LMGT3       | Sarah Bovy           | Rahel Frey      | Michelle Gatting | Porsche 911 GT3 R LMGT3 | Rang 28                         |

### Renndaten
- Gemeldet: 43
- Gestartet: 43
- Gewertet: 40
- Rennklassen: 4
- Zuschauer: unbekannt
- Wetter am Renntag: warm und trocken
- Streckenlänge: 4,933 km
- Fahrzeit des Siegerteams: 4:01:44,077 Stunden
- Gesamtrunden des Siegerteams: 133
- Gesamtdistanz des Siegerteams: 656,089 km
- Siegerschnitt: unbekannt
- Pole Position: Charles Milesi – Oreca 07 (#65) – 1:30,829
- Schnellste Rennrunde: Arthur Leclerc – Oreca 07 (#65) – 1:31,757
- Rennserie: 3. Lauf zur European Le Mans Series 2024